# Kendung (Kedungadem)
Kendung is een bestuurslaag in het regentschap Bojonegoro van de provincie Oost-Java, Indonesië. Kendung telt 3097 inwoners (volkstelling 2010).